# Kalø Vig
Kalø Vig ist eine dänische Meeresbucht der Ostsee am Nordufer der Århusbucht an der Küste der Landschaft Mols der Halbinsel Djursland. 

## Geografie
Im Osten wird die Bucht durch die Mols Bjerge und die Halbinsel Skødshoved begrenzt, im Westen durch das Gebiet nördlich von Århus. Sie ist benannt nach der Insel Kalø mit ihrer gleichnamigen Burg und dem dänischen Wort Vig für kleine Bucht. Von der Bucht zweigt östlich die fast vollständig geschlossene Knebel Vig ab.
Am Nordende liegt die Insel Kalø mit ihrer Burgruine. Die Insel ist seit Jahrhunderten mit dem Festland durch einen Damm verbunden. Etwas östlich der Burgruine befindet sich eine Marina, zwei weitere Marinas liegen an Westküste bei Egå. An der Westküste liegt das Kraftwerk Studstrup.
An der Kalø Vig liegen im Uhrzeigersinn die Ortschaften Egå, Rønde, Egens, Vrinners. 

## Geschichte
Die Burg Kalø und das sich in der Nähe befindliche Herrenhaus Kalø Manor wurden 1939 unter Denkmalschutz gestellt. Die ganze Region um die Meeresbucht von Kalø Vig wurde 2009 in den neu gegründeten Nationalpark Mols Bjerge einbezogen und dieser in die Liste der dänischen Nationalparks aufgenommen, um so die gesamte Landschaft zu schützen und zu erhalten.
1985 wurde hier die inoffizielle Weltmeisterschaft der Folkeboot-Klasse im Segeln, der Goldpokal, ausgerichtet. Das dänische Boot Swallow aus Egå gewann die Regatta.

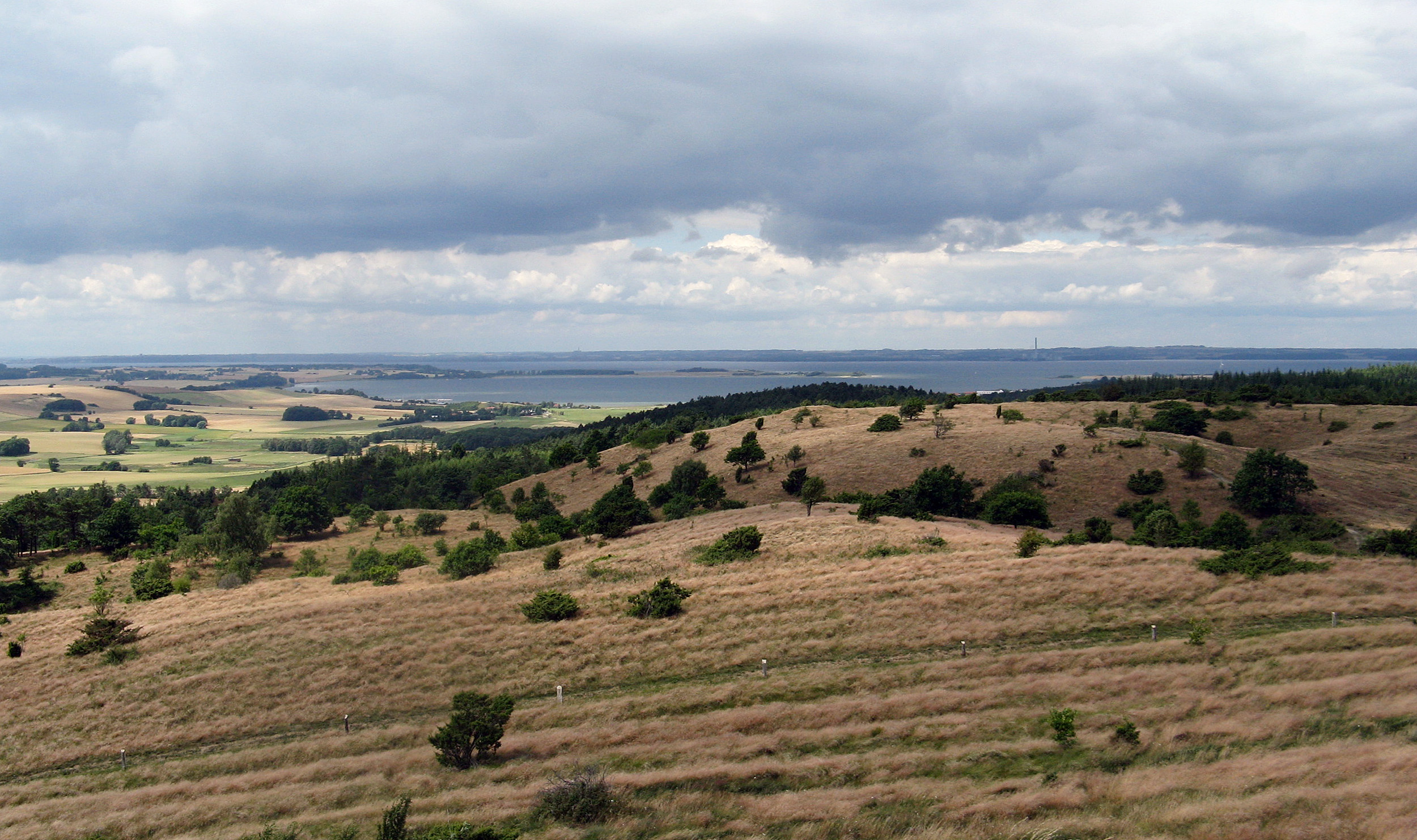
Kalø Vig aufgenommen von Trehøje in den Mols Bjergen. Im Hintergrund das Kraftwerk Studstrup.
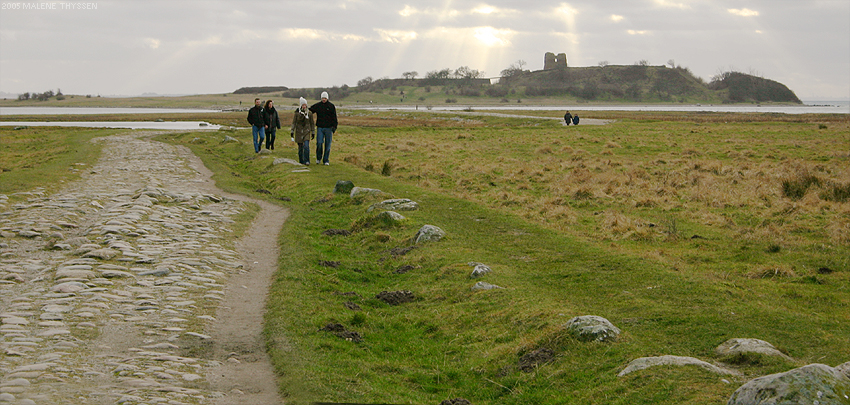
Der 500 m lange, mit Bruchstein gepflasterte Wanderweg am Strand von Kalø Vig und im Hintergrund ist Burgruine Kalø zu sehen.
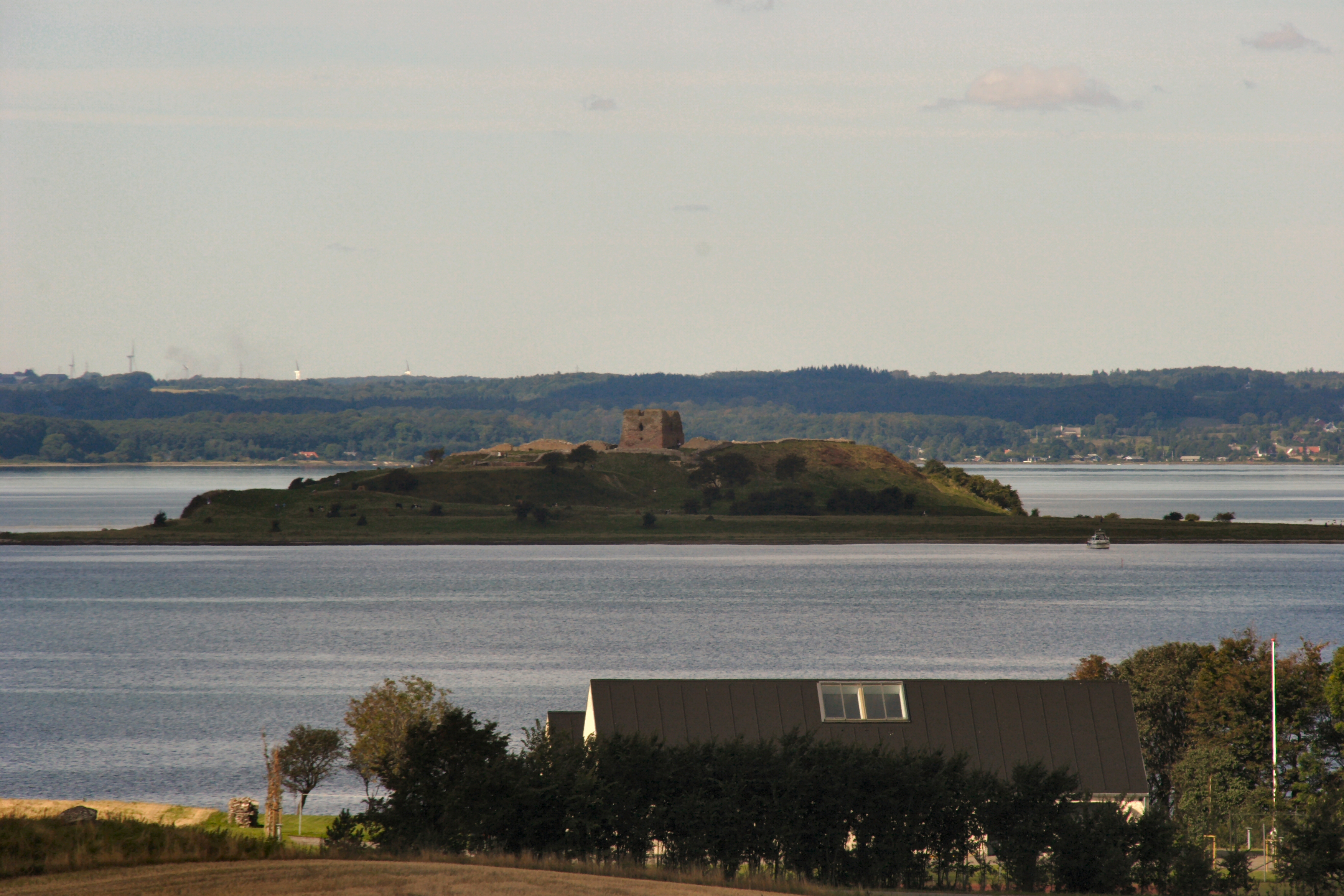
Kalø Vig und die Burgruine Kalø von der Egå Kirke (Kirche von Egå) aus gesehen.
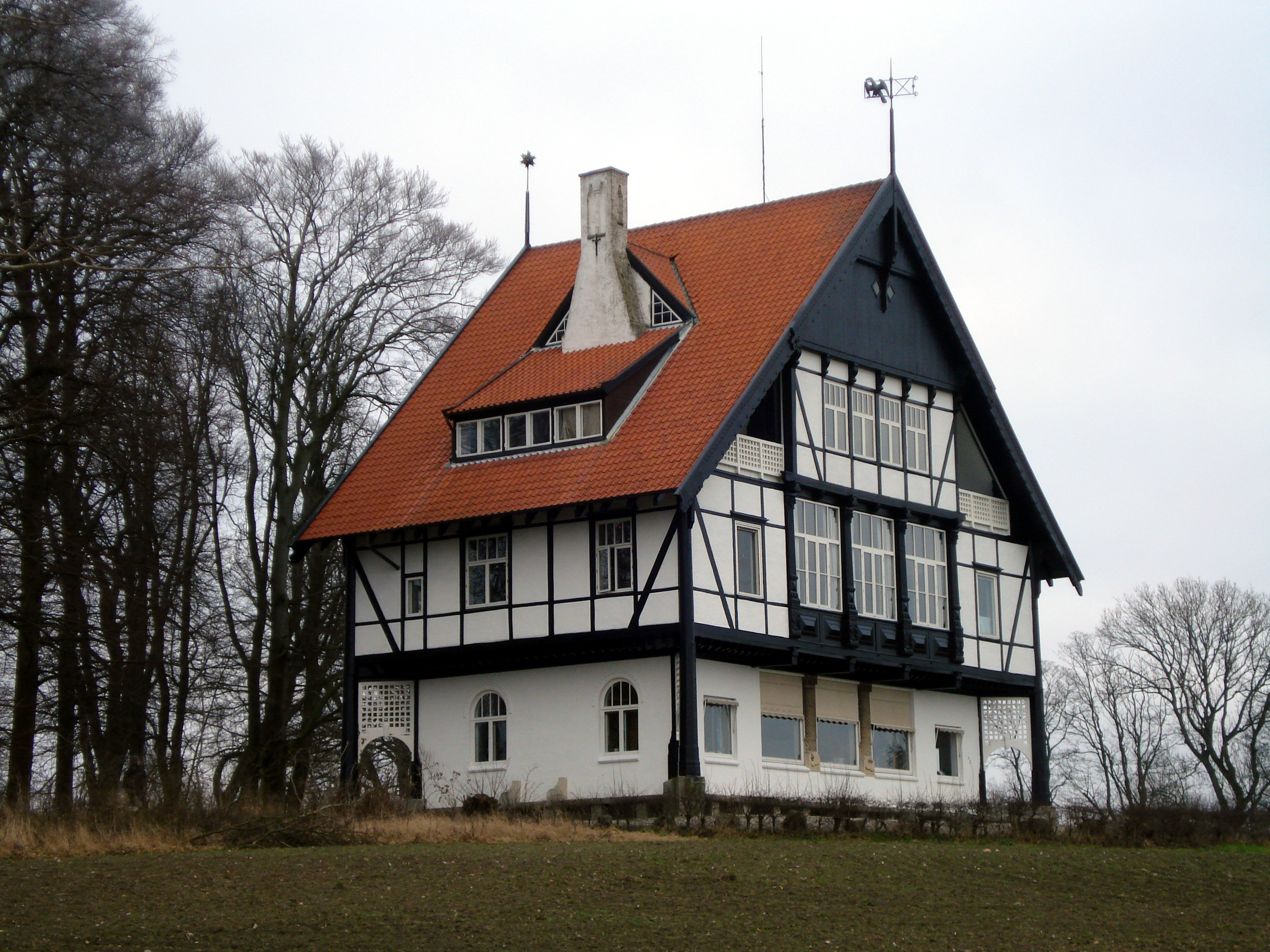
Das Jagdschloss und Herrenhaus Kalø Hovedgård an der Kalø Vig.